# Els mals pastors
Els mals pastors (en francès, Les Mauvais Bergers) és un drama tràgic, en cinc actes, de Octave Mirbeau, estrenat al Théâtre de la Renaissance de París, el 15 de desembre de 1897, amb Sarah Bernhardt i Lucien Guitry interpretant els protagonistes, Madeleine i Jean Roule.
Es considera una de les obres més significatives, juntament amb Un enemic del poble i Els teixidors, del repertori universal preferit del teatre anarquista al tombant del segle xix al xx. L'autor no va quedar satisfet amb el fet de mostrar el patiment dels obrers en un teatre burgès, amb públic majoritàriament burgès que venia vestit d'etiqueta, i just després d'aquesta obra va començar a lluitar per un teatre popular a l'abast de tothom.

## Tema

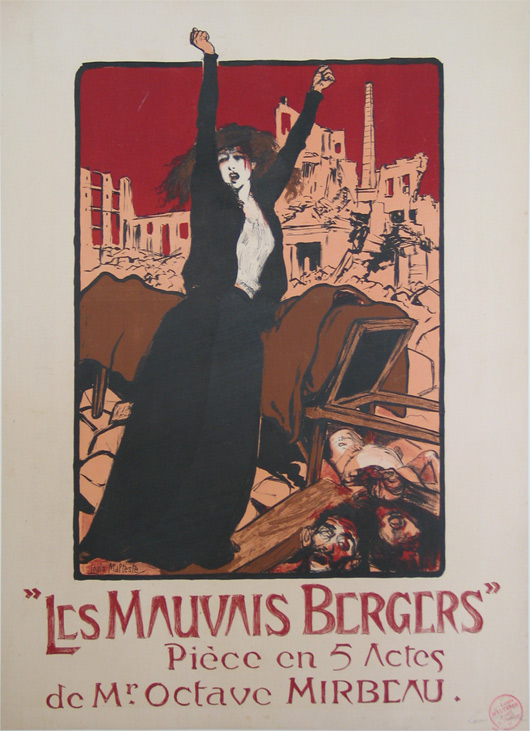
Cartell de Louis Malteste, 1897

El tema és semblant al de Germinal, la novel·la d'Émile Zola: una vaga obrera aixafada sagnantment. Al final tots els obrers són morts, entre ells la pasionaria Madeleine, embarassada, i amb ella desapareix l'esperança. En l'esperit del fi de segle Els mals pastors és una obra negra, pessimista, on tot naufraga: al final, triomfen la injustícia, la desesperació i la mort.

## Argument
Aquesta obra explica la història d'una vaga obrera inicialment instigada per un anarquista que es fa dir Jean Roule. Jean coneixerà la jove proletària Madeleine, esdevindran amants i ella quedarà embarassada. Per altra banda, Robert, el fill de l'intransigent patró, Hargand, a mesura que el conflicte creix es posa de part dels obrers, i arriba a tallar la relació amb el pare. Al final el patró demana ajuda al govern, que intervé amb les tropes militars i mata tots els vaguistes, incloent Jean, Madeleine i Robert.